# Abbaye Notre-Dame de Fontgombault
Pour les articles homonymes, voir Abbaye Notre-Dame et Notre-Dame.
L'abbaye Notre-Dame de Fontgombault est une abbaye bénédictine de la congrégation de Solesmes située à Fontgombault dans l'Indre, en France. Fondée au XIe siècle, elle est redevenue abbaye « vivante », une communauté monastique y ayant rétabli l'office divin en 1948.
Joyau de l'art roman, avec son déambulatoire et ses chapelles rayonnantes aux proportions parfaites, l'abbaye fit l’objet d’un classement au titre des monuments historiques par la liste de 1862 et d'une inscription en 1934.

## Histoire

### La première abbaye
En 1091, Pierre de l'Étoile (Petrus a Stella) et ses compagnons ermites fondent l'abbaye, sur la rive droite de la Creuse, près de la fontaine de Gombaud. Devant l’afflux important de disciples désireux de vivre l’ascèse, Pierre de l’Étoile crée une communauté soumise à la règle de saint Benoît et en devient l’abbé. Il entame l'édification de l'église abbatiale mais meurt d’ergotisme quelques années plus tard, en 1114. Les abbés Guillaume et Airaud lui succèdent.
Aux XIIe et XIIIe siècles, l’abbaye étend considérablement son influence en fondant une vingtaine de prieurés. Pendant la guerre de Cent Ans, l'abbaye et ses domaines sont pris par les Anglais en 1369, jusqu'à ce que Du Guesclin les en chasse en 1372. De cette période troublée témoigne la tour ronde fortifiée de l'actuelle hôtellerie de l'abbaye. Au XVe siècle, les abbés de Fontgombault font creuser de nombreux étangs, contribuant ainsi avec les abbayes de Saint-Cyran-en-Brenne et de Méobecq au développement de la pisciculture dans la Brenne.
Au XVIe siècle, l’abbaye subit plusieurs méfaits. Son trésor est tout d’abord pillé par des mercenaires à la solde de la famille de François de Sully, puis, en 1569, l’abbaye est pillée et incendiée par les calvinistes. Cela n’empêche pas Jean d’Harambure dit « le Borgne », ancien gouverneur de Vendôme et encore gouverneur d’Aigues-Mortes, puissant voisin du château de Romefort à Ciron et commandant des chevau-légers du roi, mais huguenot et fidèle d’Henri IV, d’en recevoir le bénéfice le 6 février 1609 . Elle est restaurée à la fin du siècle suivant par dom Nicolas Andrieu, prieur de 1674 à 1705. Anselme Mornet,, puis Jean-François de Chamillart, évêque de Senlis élu à l'Académie française en 1702, en ont été les abbés.
En 1741, sur décision de l’archevêque de Bourges Frédéric Jérôme de Roye de la Rochefoucauld, la communauté des bénédictins, réduite à quatre moines, est remplacée par les lazaristes. Ceux-ci y fondent un séminaire et lancent des missions dans la région. Ils restent en poste jusqu’en 1786.

### De la Révolution à la Première Guerre mondiale

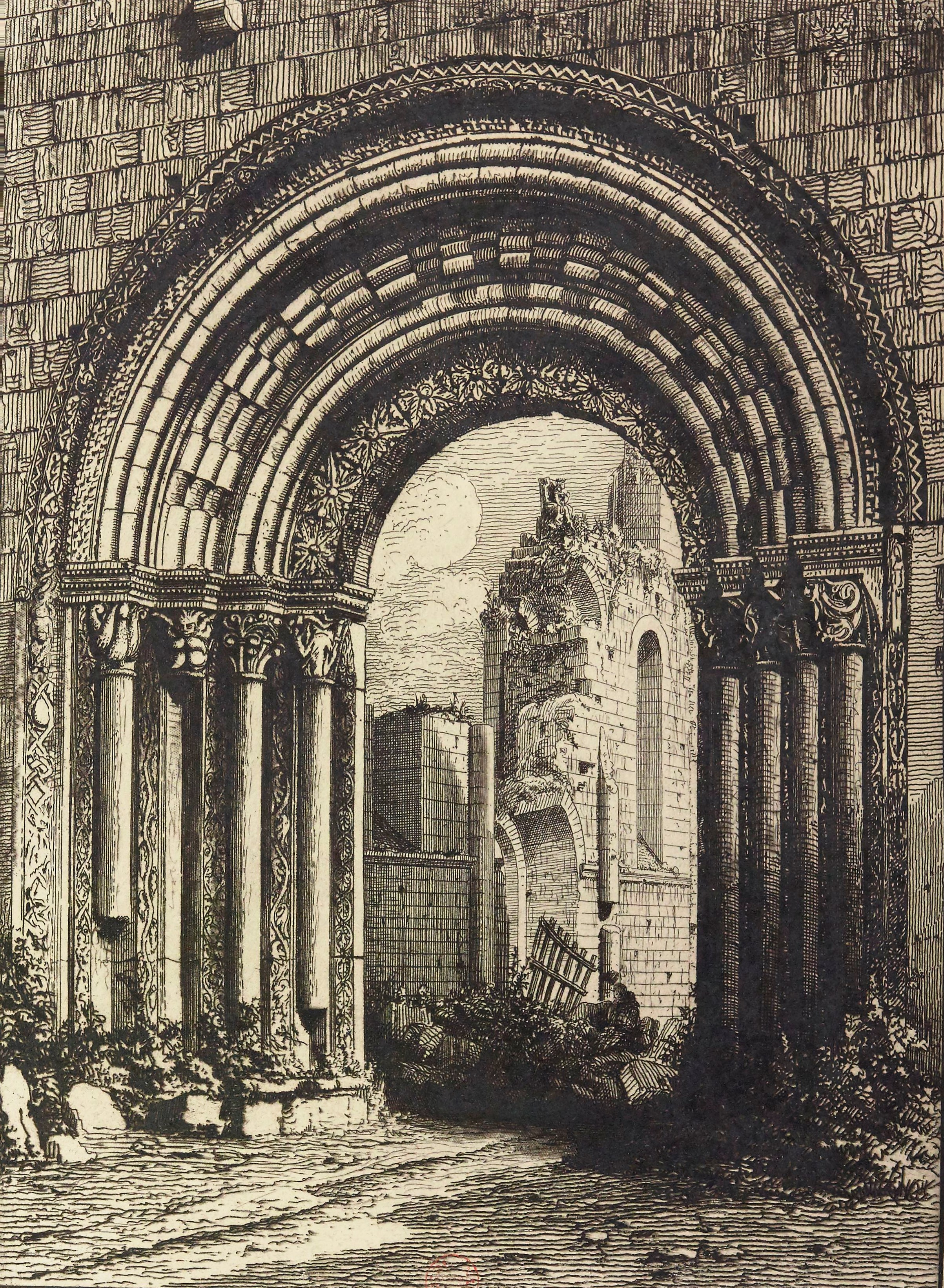
Portail occidental et ruines de la nef
Octave de Rochebrune (1879).

Pendant la Révolution, l’abbaye est partiellement détruite, vendue comme « bien national » et utilisée comme carrière de pierres : il n'en reste que le cloître et quelques assises ayant supporté des arcs. Une partie des biens est achetée, à l’exception de l'église, par madame Dupin, dont les héritiers les revendront ensuite en différents lots. Elle est finalement acquise en 1849 par des trappistes qui s’efforcent, sous la conduite de l'abbé Pierre-Marie Lenoir, de la réhabiliter en entretenant le domaine agricole et en y fondant en 1899 une distillerie de kirsch.
Forcés à l'exil dès 1904 par les lois anti-congrégations, les trappistes quittent la France, et l’abbaye mise en vente est achetée par Louis Bonjean qui y installe une fabrique de boutons. À la mort de celui-ci en 1914, l’abbaye est transformée en hôpital militaire pour les blessés de l’armée belge jusqu’en 1918.

### Le séminaire
De 1919 à 1948, un séminaire diocésain de vocations tardives s’installe dans les murs de l’abbaye, mais il finit par fermer faute de vocations. La troupe Saint Paul des scouts de France 1re Fontgombault naît dès le début des années 1920.

### Le retour des bénédictins
Depuis 1948, l’abbaye restaurée par Germain Cozien, abbé de Solesmes, est redevenue bénédictine avec l’installation de vingt-deux moines venus de Solesmes. Elle en compte aujourd’hui près de soixante-dix et a déjà fondé quatre autres abbayes, Notre-Dame de Randol en 1971, Notre-Dame de Triors en 1984, Notre-Dame de Gaussan en 1994, et Notre-Dame de l’Annonciation de Clear Creek aux États-Unis en 1999. L’abbaye de Fongombault est la fille la plus prolifique de Solesmes, avec plus de 200 moines rassemblés dans l'abbaye mère ou l'une des abbayes filles.
Appartenant à la congrégation de Solesmes, l’abbaye a gardé les traditions liturgiques grégoriennes et, dès 1985, a profité de l’indult envers la forme tridentine du rite romain.
Dans les années 1970, l'ancien chef milicien sous le régime de Vichy, Paul Touvier, y trouve un temps refuge pendant sa cavale pour échapper aux poursuites pour crimes contre l'humanité.,. Antoine Forgeot, père abbé de l'abbaye de Fontgombault, intervient en 1990, en faveur de Paul Touvier afin d'obtenir sa libération en se portant caution,.
Du 22 au 24 juillet 2001, l’abbaye a abrité le colloque « Journées liturgiques de Fontgombault », destiné selon le père abbé dom Antoine Forgeot, à « amorcer un nouveau mouvement liturgique ». Le cardinal Joseph Ratzinger, alors préfet de la Congrégation pour la Doctrine de la Foi - et futur Benoît XVI -, y a notamment participé, y donnant deux conférences, dont celle de clôture.
Le 18 août 2011, Jean Pateau, jusqu’alors chantre et prieur, est élu quatrième abbé de Fontgombault à la suite de la démission d'Antoine Forgeot, qui est mort le 15 août 2020.
En 2013, l'abbé Jean Pateau, élu conseiller municipal de Fontgombault, soutient le maire, Jacques Tissier, qui prévient qu'il démissionnerait dans le cas où il devrait être contraint de célébrer un mariage homosexuel. L'abbé précise : « Si l'État a légiféré en estimant qu'offrir à des homosexuels la possibilité d'un « mariage » est un plus, il n'aurait pas été au moins hors de propos de respecter la conscience de la personne qui aurait la responsabilité de les déclarer mariés. Ce dernier est un homme, responsable de ses actes et de ce qu'il dit, non un robot. De par sa dignité, il ne doit pas être contraint d'agir contre sa conscience ou de déclarer vrai ce qu'il sait n'être que parodie ». Le 10 octobre 2013, l'abbaye envoie treize moines pour raviver le flambeau de l'abbaye Saint-Paul de Wisques, dont la communauté adopte désormais la forme tridentine du rite romain.
Le 29 juin 2019, l'abbaye accueille Jean-Claude Romand, le faux médecin condamné pour de multiples meurtres qui a été libéré sous liberté conditionnelle, jusqu'en 2022, date de sa libération définitive.
En 2020, Nicolas Diat publie Le Grand bonheur (Fayard), récit d'un an passé auprès des moines de l'abbaye.

## Architecture

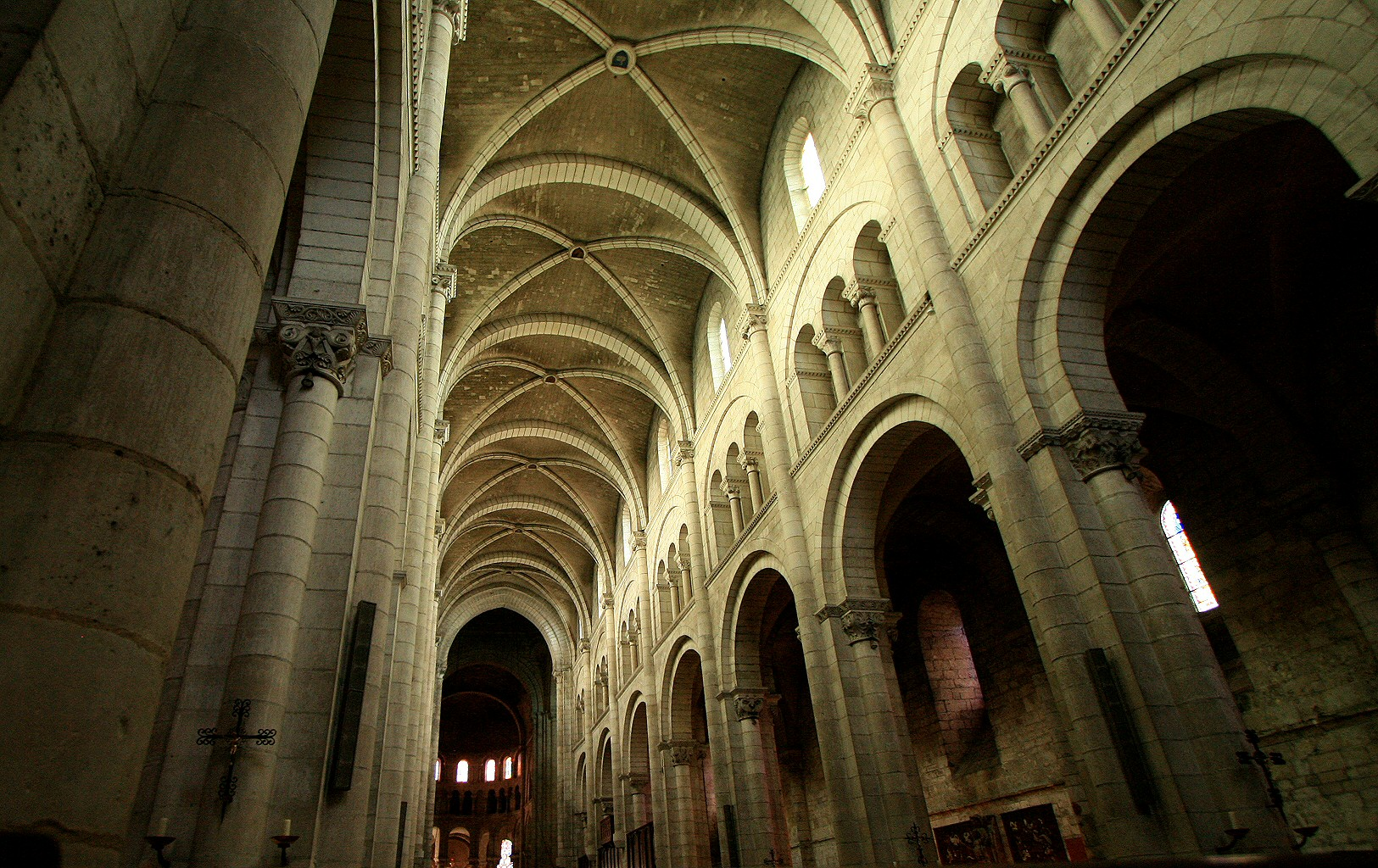
La nef de l'abbatiale.

L’abbatiale Notre-Dame de Fontgombault est d’architecture romane. Son plan en forme de croix latine est orienté, comme la plupart des églises chrétiennes, au sud-est vers Jérusalem et son chœur est légèrement désaxé sur la gauche. À noter que le plan de l’église abbatiale est assez semblable à celui de l’église Saint-Nicolas de Blois, construite en 1138 en tant qu’abbatiale de Saint-Laumer.
Elle se caractérise par son chœur doté de doubles bas-côtés et flanqué de cinq chapelles absidiales rayonnantes. Son abside se décompose en trois niveaux avec successivement : de grandes arcades, des arcatures ouvrant sur les combles, et surplombant l’ensemble, des fenêtres entourées d’arcades. Ces dernières laissent ainsi entrer beaucoup de lumière, tout comme les grandes baies situées en périphérie du déambulatoire.
Les murs latéraux du transept ne sont dotés que de deux grandes fenêtres et se distinguent par leur nudité. La nef, reconstruite au XIXe siècle, se compose d’un vaisseau central et de bas-côtés avec une fenêtre à chacune des huit travées.
L’abbatiale possède encore sa façade d'origine, dont le portail est cintré par une succession d’archivoltes sur quatre rangées, mais, conformément au style roman poitevin, dépourvu de tympan.
L'abbaye est totalement autonome en matière d'énergie, disposant d'une centrale électrique sur la Creuse,.

### Dimensions de l'abbatiale
- Longueur totale dans œuvre : 80,40 m ;
- Longueur de la nef : 47,88 m ;
- Largeur totale du transept : 29,33 m ;
- Hauteur sous voûte de la nef principale sous clef : 17,60 m ;
- Hauteur de la coupole : 22,70 m[18].

## Liste des abbés
- 1953-1962 : Édouard Roux ;
- 1962-1977 : Jean Roy ;

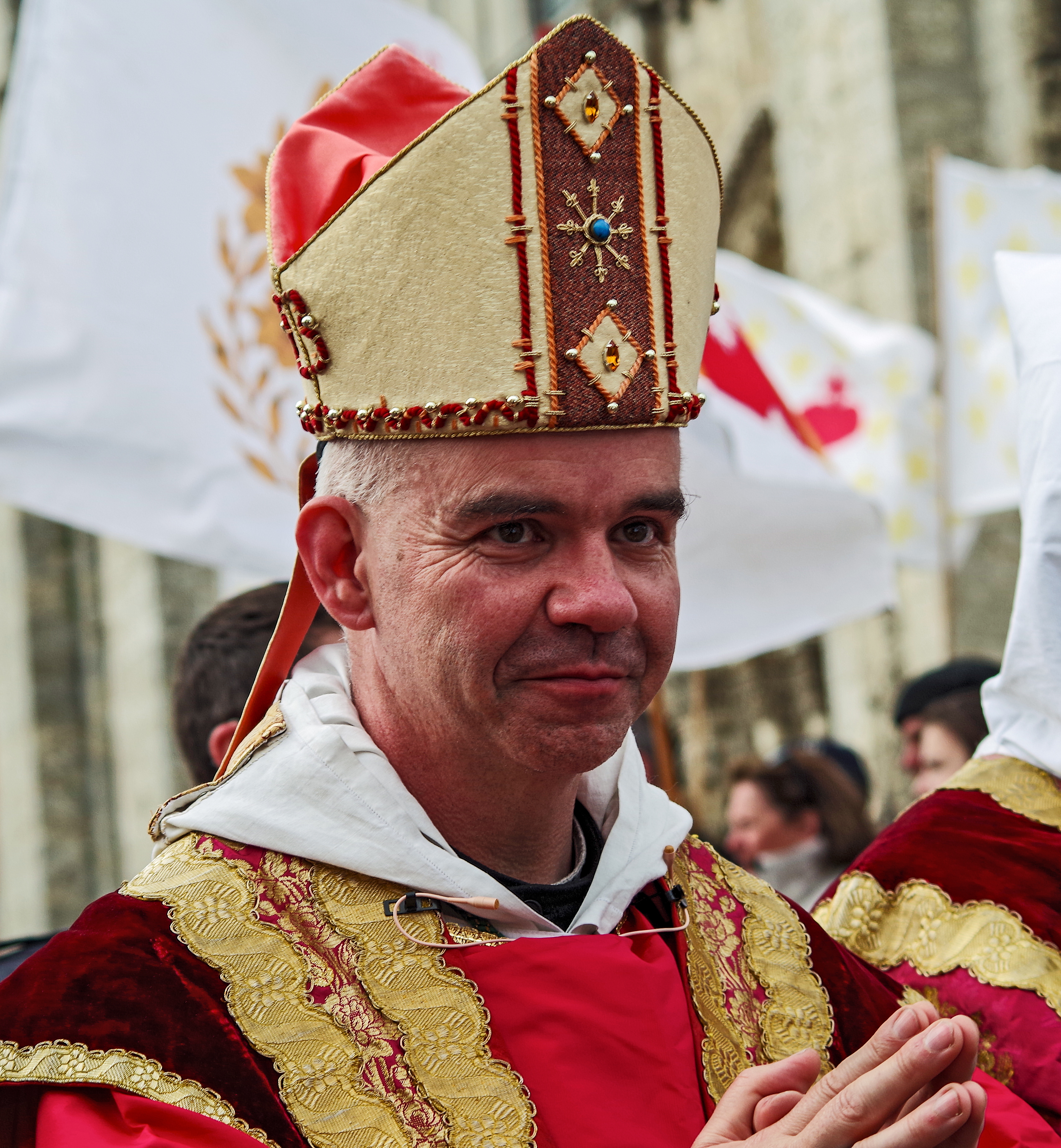
Jean Pateau en 2016.

- 1977-2011 : Antoine Forgeot (1933 - † 2020[19]) ;
- Depuis 2011 : Jean Pateau.